# Daniel J. Travanti
Daniel J. Travanti, właśc. Danielo Giovanni Travanti (ur. 7 marca 1940 w Kenosha) – amerykański aktor.
Odtwórca roli kapitana policji Francisa Xaviera „Franka” Furillo w serialu policyjnym NBC Posterunek przy Hill Street (1981–1987), za którą otrzymał Złoty Glob z pięciu nominacji i dwie nagrody Emmy z pięciu nominacji.

## Życiorys
Urodził się w Kenosha w stanie Wisconsin w rodzinie włoskich imigrantów jedno z pięciorga dzieci Elviry i Johna Travantiego. Wychowywał się z dwoma braćmi – Angelo i Robertem oraz dwiema siostrami – Emmą i Laurą. Jego ojciec pracował w montowni American Motors w tym mieście. Uczęszczał do Mary D. Bradford High School, gdzie odnosił sukcesy w futbolu. Otrzymał oferty stypendiów sportowych w kilku szkołach wyższych, ale zdecydował, że chce być aktorem, a nie sportowcem. Jako dobry student, zaproponowano mu stypendia na Uniwersytecie Harvarda, Uniwersytecie Princeton i stypendium Alfreda P. Sloana w Dartmouth College, a ostatecznie przyjął stypendium General Motors, aby studiować na University of Wisconsin-Madison, który ukończył w 1961. Następnie uczęszczał do szkoły aktorskiej przy Uniwersytecie Yale w ramach stypendium Woodrowa Wilsona. W 1978 ukończył studia na Loyola Marymount University, uzyskując tytuł magistra filologii angielskiej. Za rolę Johna Walsha w telewizyjnym dramacie kryminalnym NBC Adam (1983) z JoBeth Williams zdobył nominację do nagrody Emmy dla najlepszego aktora pierwszoplanowego w serialu lub filmie limitowanym lub antologicznym.
Po raz pierwszy trafił na mały ekran w roli brytyjskiego żołnierza w sztuce telewizyjnej wyemitowanej przez NBC Mały Księżyc Albana (Little Moon of Alban, 1958) z Julie Harris. Zadebiutował w filmie fabularnym w roli głuchoniemego bramkarza w nocnym klubie w dreszczowcu psychologicznym neo-noir Kto zabił misia? (Who Killed Teddy Bear, 1965) z Salem Mineo. W 1965 wystąpił wraz z Colleen Dewhurst w objazdowej produkcji Kto się boi Virginii Woolf? i podczas Festiwalu Szekspirowskiego w Nowym Jorku w tragedii Williama Shakespeare’a Otello. W 1973 grał w sztuce broadwayowskiej Gałązki.
W 1981 Travanti w wywiadzie dla NBC publicznie przyznał się do swojej przeszłości jako alkoholika, który osiągnął trzeźwość dzięki Anonimowym Alkoholikom, nazywając alkoholizm „chorobą samotności i tajemnicy”. W połowie lat 80. brał udział w kampanii antynarkotykowej „Don’t Be a Dope” prowadzonej w stacji NBC.
W 2007 wystąpił w roli Henry’ego Grunwalda w produkcji off-Broadwayowskiej Ostatnie słowo... W serialu kryminalnym CBS Agenci NCIS: Los Angeles (2019) został obsadzony w roli ojca agenta specjalnego Griszy Aleksandrowicza Nikołajewa „G.” Callena (Chris O’Donnell).

## Filmografia

### Filmy
- 1989: Millennium jako Arnold Mayer
- 1995: W słusznej sprawie jako Warden
- 2012: Drobna niedogodność jako Max Shiffman

### Seriale
- 1967: Zagubieni w kosmosie jako Don Oliver
- 1971: Mannix jako Tom Stabler
- 1972: Mission: Impossible jako Tony Gadsen
- 1974: Kojak jako porucznik Chuck Danena
- 1974: Strzały w Dodge City jako Carl / Barker
- 1976: Kojak jako kapitan Badaduchi
- 1979: Szpital miejski jako Spence Andrews
- 1980: Knots Landing jako porucznik Steinmetz
- 1981–1987: Posterunek przy Hill Street jako kpt. Frank Furillo
- 2005–2006: Skazany na śmierć jako prezydent Richard Mills
- 2008: Chirurdzy jako Barry Patmore
- 2010: Zabójcze umysły jako Lee Mullens
- 2011–2012: Boss jako Gerald „Babe” McGantry
- 2016: Chicago Med jako Edward Hall
- 2016–2018: Agenci NCIS: Los Angeles jako Garrison
- 2019: Agenci NCIS: Los Angeles jako Nikita Aleksandr Reznikov